# Grande Prémio da Europa de Motovelocidade
O Grande Prémio da Europa de MotoGP foi um evento de motociclismo reintroduzido como parte do calendário do MotoGP de 1991 a 1995. A partir de 1996, o evento foi substituído pelo Grande Prémio da Catalunha. Em 2020, o evento foi brevemente revivido, com a corrida ocorrendo no Circuito Ricardo Tormo. A decisão foi amplamente influenciada pela pandemia COVID-19, que levou à mudança do calendário.
Entre 1924 e 1948, o Grande Prémio da Europa não foi uma corrida em si, mas apenas um título honorífico; um dos Grandes Prémios nacionais foi também designado como Grande Prémio da Europa. A primeira corrida assim chamada foi o Grande Prémio das Nações de 1924, realizado no circuito de Monza, em Itália. Até 1937, os vencedores da corrida designada Grande Prémio da Europa recebiam o título de campeão europeu. Em 1938, o campeonato europeu passou a ser decidido por uma série de corridas e a designação de Grande Prémio da Europa não foi usada novamente até 1947, embora não atribuísse mais o título de campeão europeu.

## Circuitos Anteriores

Circuito de Jarama utilizado em 1991.
Circuito da Catalunha, utilizado entre 1992 e 1995.

## Vencedores do GP da Europa (MotoGP)
| Ano  | Pista     | Moto3           | Moto3      | Moto2           | Moto2      | MotoGP        | MotoGP     |
| Ano  | Pista     | Piloto          | Construtor | Piloto          | Construtor | Piloto        | Construtor |
| ---- | --------- | --------------- | ---------- | --------------- | ---------- | ------------- | ---------- |
| 2020 | Valencia  | Raúl Fernández  | KTM        | Marco Bezzecchi | Kalex      | Joan Mir      | Suzuki     |
| Ano  | Pista     | 125cc           | 125cc      | 250cc           | 250cc      | 500cc         | 500cc      |
| Ano  | Pista     | Piloto          | Construtor | Piloto          | Construtor | Piloto        | Construtor |
| 1995 | Catalunha | Haruchika Aoki  | Honda      | Max Biaggi      | Aprilia    | Àlex Crivillé | Honda      |
| 1994 | Catalunha | Dirk Raudies    | Honda      | Max Biaggi      | Aprilia    | Luca Cadalora | Yamaha     |
| 1993 | Catalunha | Noboru Ueda     | Honda      | Max Biaggi      | Honda      | Wayne Rainey  | Yamaha     |
| 1992 | Catalunha | Ezio Gianola    | Honda      | Luca Cadalora   | Honda      | Wayne Rainey  | Yamaha     |
| 1991 | Jarama    | Loris Capirossi | Honda      | Luca Cadalora   | Honda      | Wayne Rainey  | Yamaha     |

## Vencedores do GP da Europa (pré-MotoGP)
| Ano         | Grande Prémio designado   | Pista             | 125cc         | 175cc            | 250cc              | 350cc           | 500cc              | 750cc          | 1000cc           |               |
| ----------- | ------------------------- | ----------------- | ------------- | ---------------- | ------------------ | --------------- | ------------------ | -------------- | ---------------- | ------------- |
| 1948        | Grande Prémio do Ulster   | Clady             |               |                  | Maurice Cann       | Freddie Frith   | Enrico Lorenzetti  |                |                  |               |
| 1947        | Grande Prémio da Suíça    | Bremgarten        |               |                  | Bruno Francisci    | Fergus Anderson | Omobono Tenni      |                |                  |               |
| 1946 - 1938 | Não desginado             | Não desginado     | Não desginado | Não desginado    | Não desginado      | Não desginado   | Não desginado      | Não desginado  | Não desginado    | Não desginado |
| 1937        | Grande Prémio da Suíça    | Bremgarten        |               |                  | Omobono Tenni      | Jimmie Guthrie  | Jimmie Guthrie     |                |                  |               |
| 1936        | Grande Prémio da Alemanha | Sachsenring       |               |                  | Henry Tyrell-Smith | Freddie Frith   | Jimmie Guthrie     |                |                  |               |
| 1935        | Grande Prémio do Ulster   | Clady             |               |                  | Arthur Geiß        | Wal Handley     | Jimmie Guthrie     |                |                  |               |
| 1934        | TT Assen                  | Assen             |               | Yvan Goor        | Walfried Winkler   | Jimmie Simpson  | Pol Demeuter       |                |                  |               |
| 1933        | Grande Prémio da Suécia   | Saxtorp           |               |                  | Charlie Dodson     | Jimmie Simpson  | Gunnar Kalén       |                |                  |               |
| 1932        | Grande Prémio das Nações  | Littorio          |               | Carlo Baschieri  | Riccardo Brusi     | Louis Jeannin   | Piero Taruffi      |                |                  |               |
| 1931        | Grande Prémio de França   | Montlhéry         |               | Eric Fernihough  | Graham Walker      | Ernie Nott      | Tim Hunt           |                |                  |               |
| 1930        | Grande Prémio da Bélgica  | Spa-Francorchamps |               | Yvan Goor        | Syd Crabtree       | Ernie Nott      | Henry Tyrell-Smith |                |                  |               |
| 1929        | Grande Prémio de Espanha  | Granollers        |               | Josef Klein      | Frank Longman      | Leo Davenport   | Tim Hunt           |                |                  |               |
| 1928        | Grande Prémio da Suíça    | Meyrin            | Paul Lehmann  | Alfredo Panella  | Cecil Ashby        | Wal Handley     | Wal Handley        |                |                  |               |
| 1927        | Grande Prémio da Alemanha | Nürburgring       |               | Willy Henkelmann | Cecil Ashby        | Jimmie Simpson  | Graham Walker      | Josef Steltzer | Josef Giggenbach |               |
| 1926        | Grande Prémio da Bélgica  | Spa-Francorchamps |               | René Milhoux     | Jock Porter        | Frank Longman   | Jimmie Simpson     |                |                  |               |
| 1925        | Grande Prémio das Nações  | Monza             |               | Mario Vaga       | Jock Porter        | Tazio Nuvolari  | Mario Revelli      |                |                  |               |
| 1924        | Grande Prémio das Nações  | Monza             |               |                  | Maurice van Geert  | Jimmie Simpson  | Guido Mentasti     |                |                  |               |